# Espiril
Els espirils (Spirillum) en microbiologia es refereix a un bacteri amb el cos cel·lular amb forma d'espiral. És la tercera forma que adopten els bacteris després de la forma de coc i de bacil. Són bacteris flagel·lats. Es desplacen en medis viscosos avançant com un vis. El seu diàmetre és molt petit cosa que permet que puguin travessar les mucoses; per exemple Treponema pallidum que produeix la sífilis i la frambèsia en l'home. Són més sensibles a les condicions ambientals que altres bacteris, per això quan són patògens es transmeten per contacte directe (via sexual) o mitjançant vectors, normalment artròpodes hematòfags.

## Taxonomia
Spirillum és un gènere de bacteris Gram-negatius dins la família Spirillaceae). N'hi ha dues espècies, Spirillum volutans i Spirillum winogradskyi. La posició taxonòmica de Spirillum minus i Spirillum pulli és incerta. Spirillum minus està associat amb la febre per mossegada de rata (rat-bite fever).